# Adria International Raceway
L'Adria International Raceway est un circuit automobile situé dans la région de Vénétie en Italie.

## Histoire
Le circuit a été inauguré en 2002.
Il a accueilli différentes compétitions dont les plus notables sont le Championnat FIA GT, le DTM, la Formule 3 Euro Series, l'Auto GP et la Superleague Formula.

## Tracé
Le circuit présente un développement de 2,702 km, ce qui est relativement court pour un circuit automobile. Cette longueur additionnée à la présence de 17 virages, en fait un tracé assez technique. La première courbe a été modifiée pour les compétitions motocyclistes.

## Infrastructures

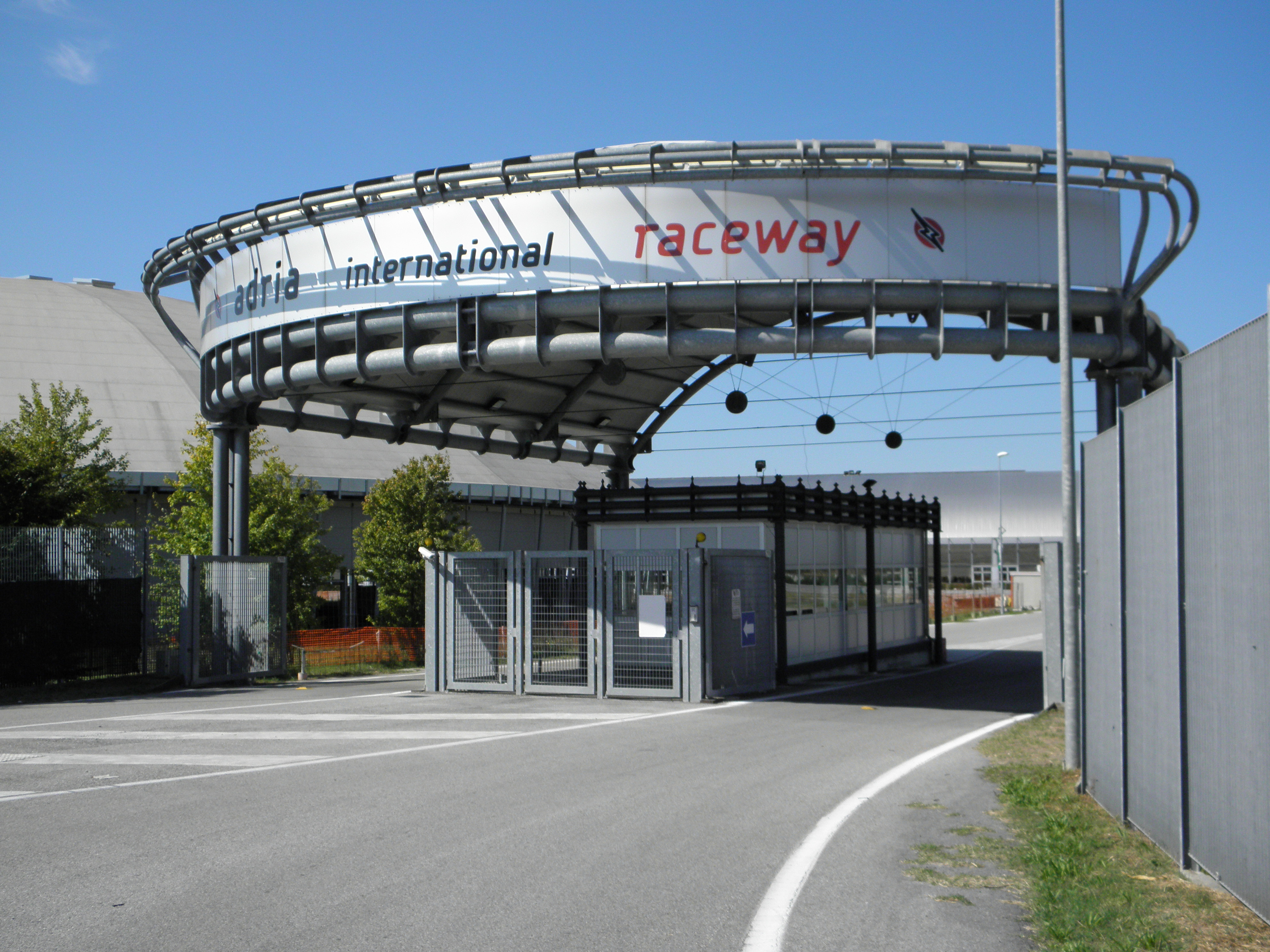
L'entrée du circuit.

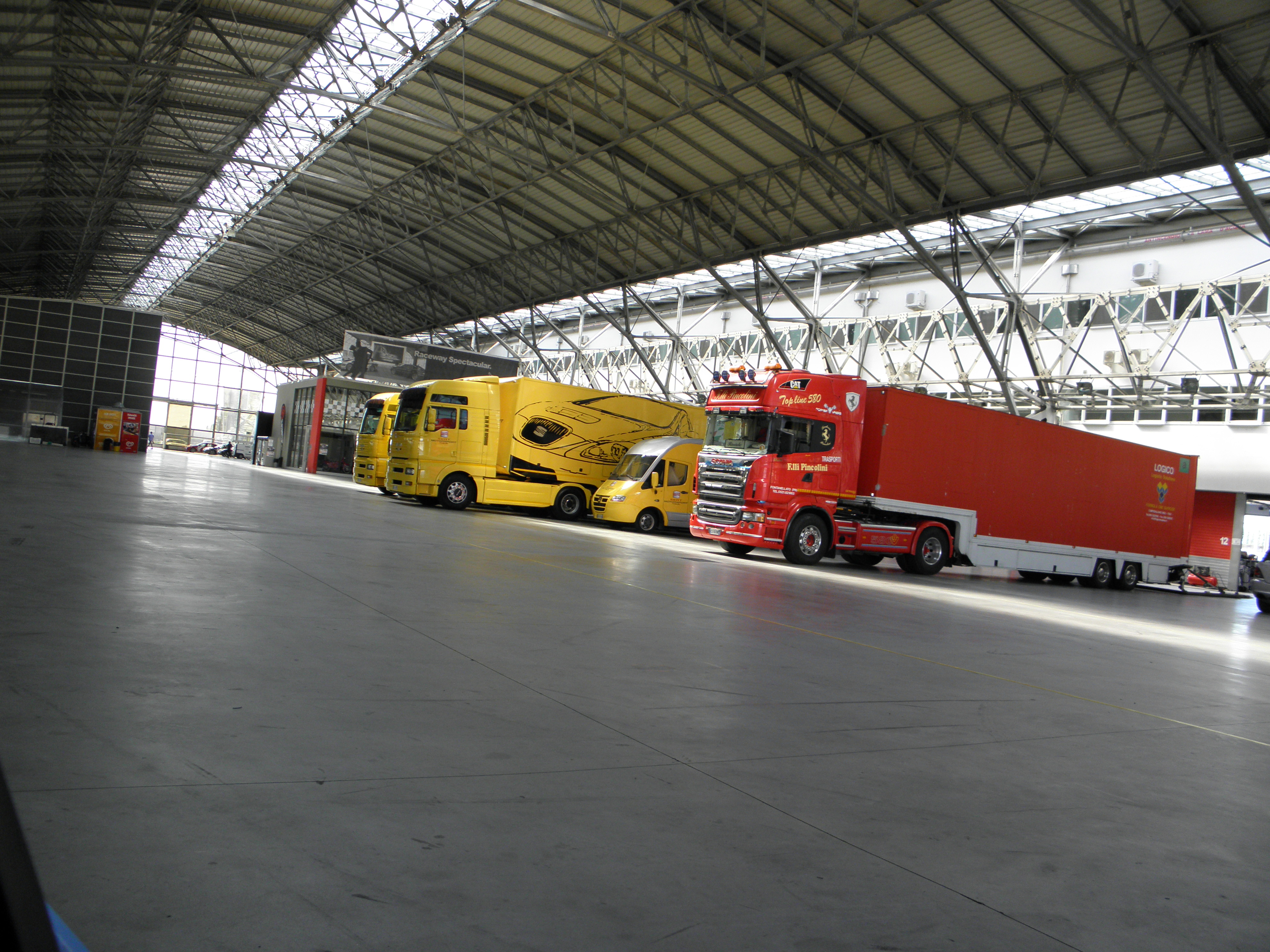
Le paddock couvert, une des caractéristiques du circuit.

Le circuit se distingue par la présence d'un paddock recouvert par un toit.
Une autre piste au nord du circuit est installée, de largeur et de développement moindres.